# Tellier T.4
Il Tellier T.4 fu un idrovolante biplano da ricognizione marittima sviluppato dall'azienda aeronautica francese Société A. Tellier et Cie di Neuilly-sur-Seine nella seconda metà anni dieci del XX secolo e prodotto in una piccola serie.

## Storia del progetto
Nell'estate del 1917, il comando dell'Aéronavale francese ordinò al costruttore Alphonse Tellier la realizzazione di un nuovo tipo di idrovolante da ricognizione marittima dotato di un solo propulsore da 350 hp e capacità di trasportare un carico utile di 1.000 kg. Come motori vennero prescelti il Sunbeam Cossack da 350 hp o un Panhard et Levasseur di pari potenza. Il nuovo tipo di idrovolante venne progettato dagli ingegneri Adolphe Tellier e Robert Duhamel, e il prototipo fu completato all'inizio del 1918.

## Descrizione tecnica
Si trattava di un idrovolante a scafo centrale, con galleggianti stabilizzatori situati sotto l'ala inferiore costruito interamente in legno. La configurazione alare biplana, con formula  sesquiplana, prevedeva quattro coppie di montanti di collegamento tra le due ali. La propulsione era affidata a un motore Sunbeam Cossack a 12 cilindri, raffreddati a liquido, erogante la potenza di 350 CV ed azionante un'elica quadripala lignea in posizione spingente. L'equipaggio era formato da tre persone, pilota e copilota posti, affiancati, in un abitacolo aperto, mentre il mitragliere era posizionato in un abitacolo aperto all'estremità anteriore delle fusoliera. L'armamento del velivolo consisteva in una mitragliatrice Lewis da 7,7 mm e quattro bombe di tipo G da 70 kg.

## Impiego operativo
Dopo i collaudi in fabbrica il prototipo fu consegnato al Centro per l'Aviazione Navale (CAM -Centro ďAviazione Marittima) a Saint Raphaël dove fu sottoposto ai test militari nel luglio del 1918. Con un peso massimo al decollo di 3.732 kg l'aereo trasportava un carico utile di 1.632 kg. Immediatamente al termine dei collaudi la marina emise un ordine di produzione per 315 esemplari, da realizzarsi presso gli stabilimenti Emile Dubonnet (15 velivoli), Gonnet-Willcoq (100 velivoli) a Cherbourg e Chantiers de l'Adour (200 velivoli). Gli esemplari di serie, oltre ai motori britannici Sunbeam, potevano essere equipaggiati anche con motori Panhard et Levasseur francesi della stessa potenza. Fino alla fine della prima guerra mondiale fu consegnato alla Marine nationale un solo idrovolante, mentre sei erano stati assegnati al CEPA di Saint-Raphaël per le prove operative. In contemporanea con la fine delle ostilità, il contratto di produzione fu ridotto a 35 idrovolanti. Tutti entrarono in servizio presso il Centro per l'aviazione navale di Tolone. Gli ultimi T.4 furono ritirati dal servizio militare nel 1922, mentre un idrovolante convertito a un motore Sunbeam da 450 CV partecipò a gare di aviazione a Monaco nel 1920.

## Utilizzatori
Francia
- Aéronautique navale

### Fonti
1. 1 2  Aviafrance.
2. 1 2 3 4 5 6 7 8 9 10 11  Airwar.
3. 1 2 3 4 5 6  Hydroretro.